# Vitória da Conquista
Vitória da Conquista è un comune del Brasile nello Stato di Bahia, parte della mesoregione del Centro-Sul Baiano e della microregione di Vitória da Conquista.
È sede arciepiscopale cattolica dell'omonima arcidiocesi con la Cattedrale di Nostra Signora della Vittoria, sita al centro della città.

## Collegamenti esterni

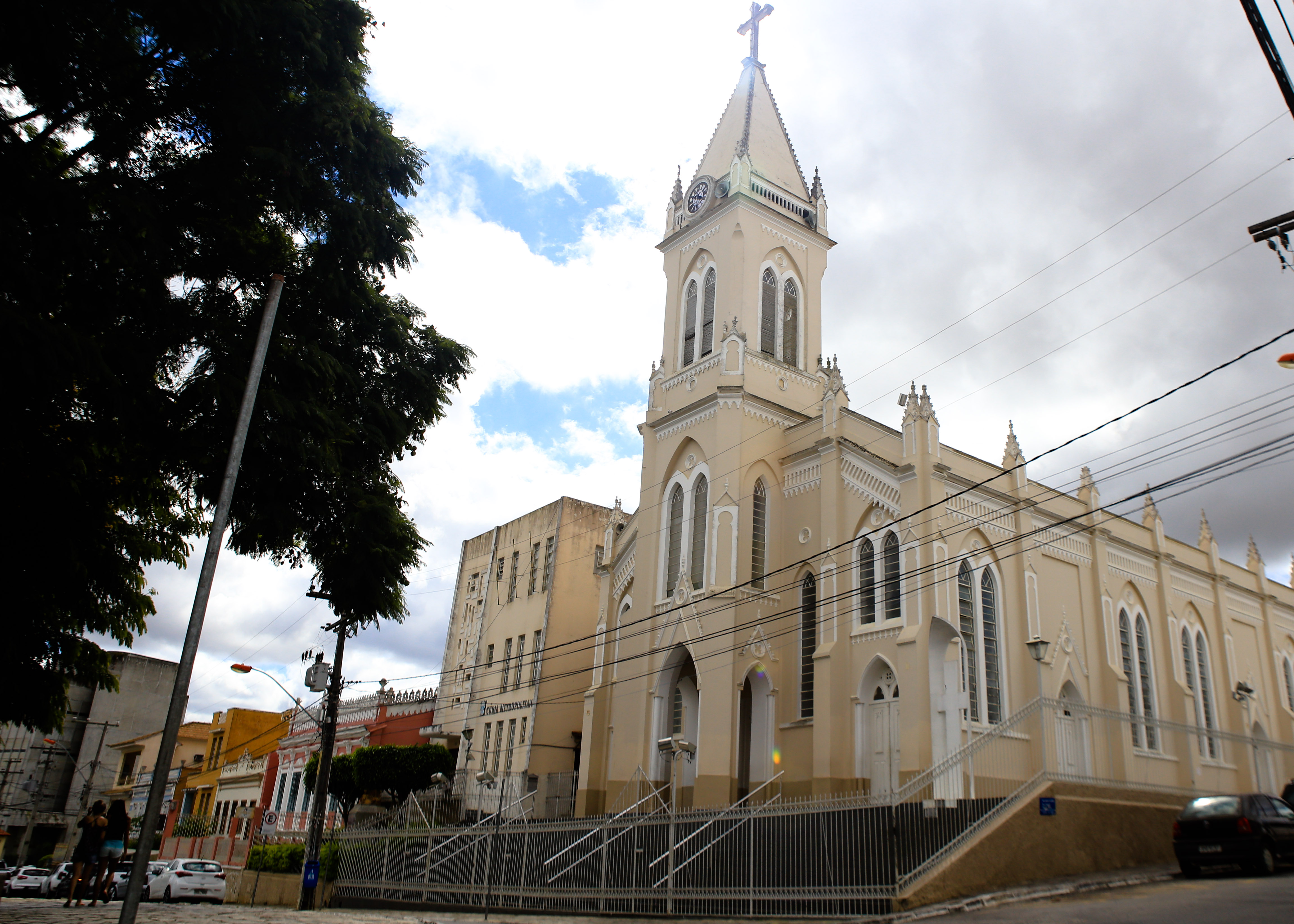
La cattedrale